# Lille Métropole Handball Club Villeneuve d'Ascq
Dernière mise à jour : 26 janvier 2022.
Le Lille Métropole Handball Club Villeneuve d'Ascq est un club français de handball basé à Villeneuve-d'Ascq et créé en 1991, année de la fusion entre le Handball Club Villeneuve d'Ascq (HBCV) et la section handball du Lille Université Club (LUC).
Le club évolue actuellement en Championnat de France de Nationale 1 (D3). Il est également formateur en arbitrage et labellisé Or depuis plusieurs années.
Le club joue dans la salle Marcel-Cerdan

## Historique

### HBC Villeneuve d'Ascq
Le Handball Club Villeneuve d'Ascq est déclaré officiellement à la Fédération française de handball le 15 janvier 1974. Débutant avec 25 licenciés, le club se développe pour atteindre environ 200 licenciés dix ans plus tard. 

### Lille Université Club
De son côté, la section handball du Lille Université Club est créée en 1959. En 1964, la section compte 57 licenciés et l'équipe première devient championne de France de Nationale 2 (D2). Le club termine alors sa première saison dans l'élite à la 9e place en 1965. Deux joueurs du club sont alors sélectionnés en équipe de France : Jacky Escarmant et Jean Nita, sélectionné au Championnat du monde 1967 puis sélectionneur de cette même équipe de France dans les années 1980. Le LUC évolue dans l'élite jusqu'en 1968, subissant le passage de 32 à 16 clubs en N1
Entre-temps, le club est relégué dans des divisions inférieures avant de retrouver la Nationale 1 (D1) en 1981 au profit d'une fusion avec l'ASL Tourcoing : un mariage de cœur et de raison entre un club sans structure mais avec une belle équipe première (l'ASL Tourcoing, promu en D1 en 1978) et un club bien structuré mais sans équipe première de valeur (le LUC). Le club se maintient dans l'élite avant d'être relégué en 1984 en Nationale 1B.
Après trois saisons, le LUC retrouve la Nationale 1 en 1987 avec un espoir nommé Yohann Delattre, futur champion du monde 1995. Finalement, le club est relégué à l'issue de la saison 1990-1991.

### Lille Métropole Handball Club Villeneuve d'Ascq

Ancien logo

Les deux clubs fusionnent en cette année 1991. Après 4 saisons en Division 2, le club accède à la Division 1 lors de la saison 1995-1996. Terminant à la 11e place, le club est maintenu mais est relégué la saison suivante (14e) malgré le retour de Yohann Delattre. Champion de France de D2 en 1997/98, le club retrouve l’élite un an après sa descente et reste de nouveau deux saisons en Division 1 (11e en 1998-1999 puis 14e en 1999-2000). Le club reste alors en Division 2 jusqu’en 2008. Depuis lors, le club évolue entre la Nationale 1 et la Nationale 3.

## Parcours détaillé
| Saison    | Division                  | Rang              |
| --------- | ------------------------- | ----------------- |
| 1991-1992 | Nationale 1B (D2)         | 6e                |
| 1992-1993 | Nationale 1B (D2)         | 6e                |
| 1993-1994 | Nationale 1 fédérale (D2) | 4e (poule 1)      |
| 1994-1995 | Nationale 1 fédérale (D2) | 3e (1er poule A)  |
| 1995-1996 | Division 1                | 11e               |
| 1996-1997 | Division 1                | 14e               |
| 1997-1998 | Division 2                | Champion          |
| 1998-1999 | Division 1                | 11e               |
| 1999-2000 | Division 1                | 14e               |
| 2000-2001 | Division 2                | 3e                |
| 2001-2002 | Division 2                | 9e                |
| 2002-2003 | Division 2                | 6e                |
| 2003-2004 | Division 2                | 5e                |
| 2004-2005 | Division 2                | 10e               |
| 2005-2006 | Division 2                | 11e               |
| 2006-2007 | Division 2                | 13e               |
| 2007-2008 | Division 2                | 14e               |
| 2008-2009 | Nationale 1               | 9e (poule 1)      |
| 2009-2010 | Nationale 1               | 14e (poule 2)     |
| 2010-2011 | Nationale 2               | 14e (poule 2)     |
| 2011-2012 | Nationale 3               | 4e (poule 4)      |
| 2012-2013 | Nationale 3               | 6e (poule 4)      |
| 2013-2014 | Nationale 3               | 5e (poule 4)      |
| 2014-2015 | Nationale 3               | 1er (poule 4)     |
| 2015-2016 | Nationale 2               | 6e (poule 3)      |
| 2016-2017 | Nationale 2               | 4e (poule 3)      |
| 2017-2018 | Nationale 2               | 10e (poule 3)     |
| 2018-2019 | Nationale 2               | 5e (poule 3)      |
| 2019-2020 | Nationale 2               | arrêté (Covid-19) |
| 2020-2021 | Nationale 1               | arrêté (Covid-19) |
| 2021-2022 | Nationale 1               | 5e (poule 3)      |
| 2022-2023 | Nationale 1               | 9e (poule 3)      |
| 2023-2024 | Nationale 1               | 11e (poule 3)     |
| 2024-2025 | Nationale 1               | en cours          |

## Palmarès
Équipe première
- Championnat de deuxième division
  - Vainqueur (2) : 1964 (LUC) et 1998
  - Deuxième (1) : 1987 (LUC)
  - Troisième (2) : 1995 (promu) et en 2001 (non promu)

Équipes jeunes
- Champion de France Espoirs en 1992
- Vice-champion de France Espoirs en 1993
- 3e du Championnat de France moins de 18 ans saison 2003/2004
- Finaliste du Championnat de France Cadets en 1995

## Joueurs emblématiques du club
- Redouane Aouachria
- Mahmoud Bouanik
- Maxime Dassonville
- Yohann Delattre
- Richard Demaret
- Maxime Desrumeaux
- Alexandru Fölker
- Olivier Gradel
- Jose-Carlos Hernandez Pola
- Bastien Lamon
- Milan Manojlović
- Nikola Malešević
- Christophe Néguédé
- Marc Néguédé
- Joseph Rabita
- Tudor Roșca
- Tewfik Sadaoui
- Erwan Siakam-Kadji
- Romain Ternel